# Dennengaasvlieg
De dennengaasvlieg (Chrysopa dorsalis) is een insect uit de familie van de gaasvliegen (Chrysopidae), die tot de orde netvleugeligen (Neuroptera) behoort. 
Chrysopa dorsalis is voor het eerst wetenschappelijk beschreven door Burmeister in 1839.